# Jan van Eyck
Jan van Eyck (n. 1390, Maaseik, Flandra, Belgia – d. 9 iulie 1441, Brugge, Țările de Jos burgunde⁠(d)) a fost un pictor flamand din perioada târzie a Evului Mediu. El a jucat un rol decisiv în istoria picturii europene, în același timp și un remarcabil inovator. După legenda lui Giorgio Vasari, pictura în ulei a fost inventată de renumitul pictor Jan van Eyck în anul 1410; acest fapt este contrariat astăzi, numai perfecționarea ei poate fi atribuită artistului flamand, aducând cu sine revoluționarea picturii universale. Opera sa l-a făcut celebru și în străinătate, în primul rând în Italia, acolo unde unui pictor străin nu îi era deloc ușor să obțină aprecieri și succese. Cât privește stilul său, van Eyck a ajuns la o perfecțiune incredibilă în desenul formelor, în redarea materialelor, precum și reprezentarea chipurilor omenești. Jan van Eyck este unul din fondatorii Școlii de artă Renașterea Nordică. 

## Viața și opera
Din biografia lui Jan van Eyck lipsesc numeroase date. Nu se cunoaște cu exactitate nici data nașterii sale. Primul document în care se găsesc date referitoare la persoana sa datează din jurul anului 1422. Alături de numele său se află titlul de maestru, care se cuvenea doar pictorilor care au deja la activ câteva realizări. Pe acest lucru se bazează istoricii care susțin că artistul trebuie să se fi născut cu vreo 30 de ani mai înainte, adică prin anul 1390, probabil în Maaseyck, un orășel la nord de Maastricht, în provincia olandeză Limburg.
Nu cunoaștem lucrările din tinerețe ale lui Jan van Eyck. La început a fost ocupat cu activitatea de ilustrator, în rapidă dezvoltare, pe atunci, în Țările de Jos și în Franța. Lui i se atribuie realizarea câtorva din miniaturile "Orologiul Torinului" aflate în proprietatea ducelui de Berry și realizate, probabil, în 1424. Cunoștințele de bază în instrucția artistică și le-a însușit, probabil, în familie, mai exact de la fratele său mai mare, Hubert, un pictor "mult apreciat", după cum glăsuiește epitaful său.

### Bărbat cu tichie albastră (Bărbat cu inel)

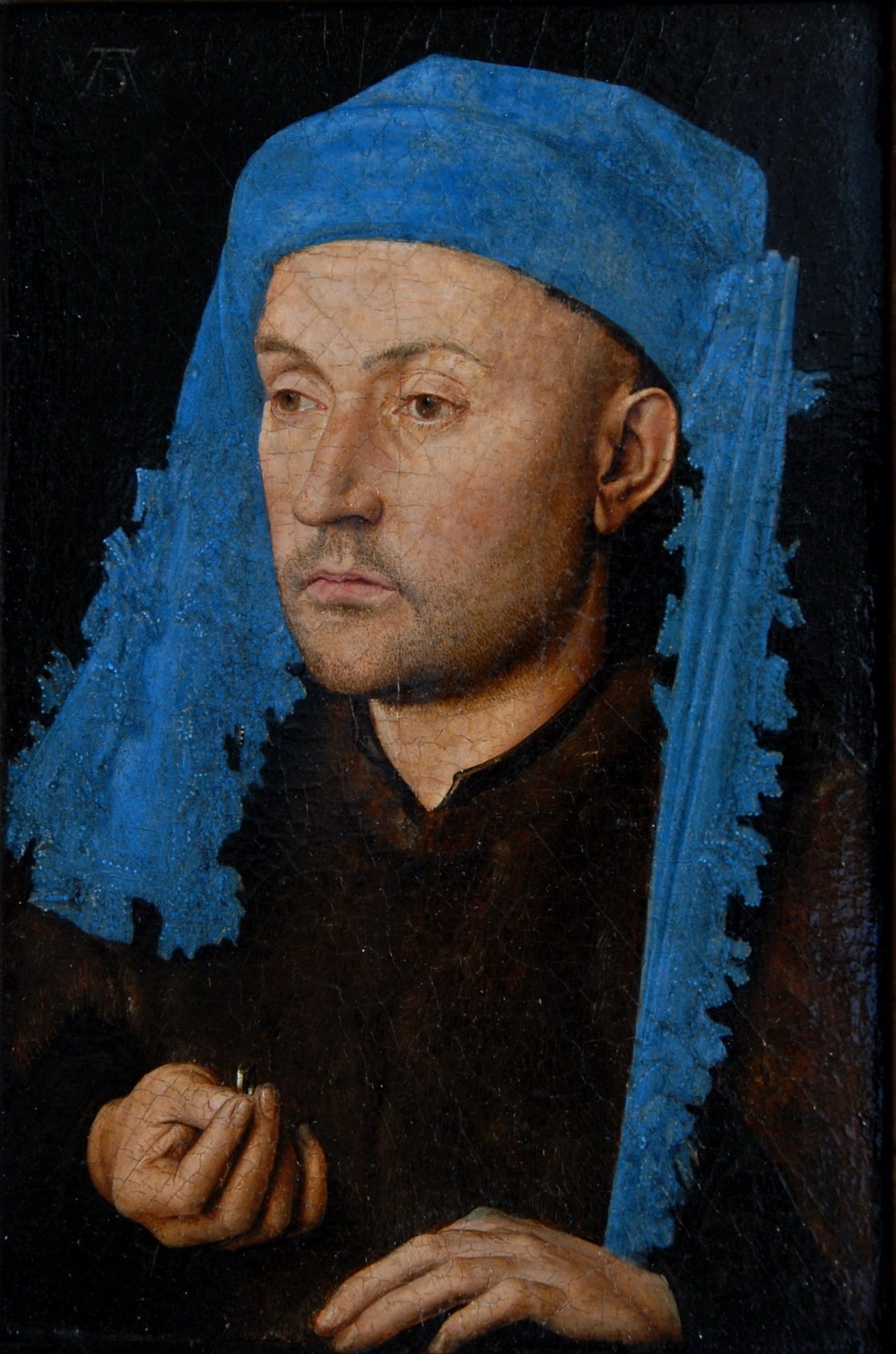
Bărbat cu tichie albastră (Bărbat cu inel)

Tabloul „Bărbatul cu tichie albastră“ („Bărbatul cu inel“), pictat în anii 1420, se află la Muzeul Bruckenthal din Sibiu. Este un tablou mic, de 17x22 cm. Bărbatul poartă un turban albastru, moda anilor 1420-1430. Ține în mȃna dreaptă un inel, dorind să ceară în căsătorie o tȃnără fată. Urechea lui neacoperită pare a spune ce aștepta să audă: „Da, doresc să fiu soția ta !“.

### La Ioan de Bavaria
Jan van Eyck a lucrat pentru familiile nobiliare, ca de pildă pentru ducele Ioan de Bavaria, care, în 1419, a preluat controlul asupra unor provincii aparținând Țărilor de Jos. Jan van Eyck era pictor oficial și, în același timp, "valet de chambre" al suveranului. Din octombrie 1422 până în septembrie 1424, artistul se ocupă de decorarea palatului ducal.
După moartea lui Ioan de Bavaria, van Eyck se mută la Brugge și din mai 1425 intră în serviciul ducelui de Burgundia, Filip al III-lea cel Bun. Începând cu anul 1426, din însărcinarea ducelui, efectuează câteva călătorii cu misiuni diplomatice în Spania și Portugalia, printre altele, cu scopul de găsi la curțile regale respective o soție pentru ducele Filip.  Cu această ocazie van Eyck realizează două portrete ale prințesei pe care le va trimite ducelui împreună cu contractul de căsătorie. Tratativele sunt fructuoase și, în decembrie 1429, infanta Isabella, fiica regelui Ioan I al Portugaliei, sosește la Brugge și devine soția ducelui Filip. Între călătorii, van Eyck găsește timp pentru a lucra la "Altarul din Gent" al catedralei St. Bavo, cunoscut și cu numele de "Altarul mielului mistic", pe care îl termină după o muncă de zece ani, între anii 1422 - 1432, împreună cu fratele său Hubert.

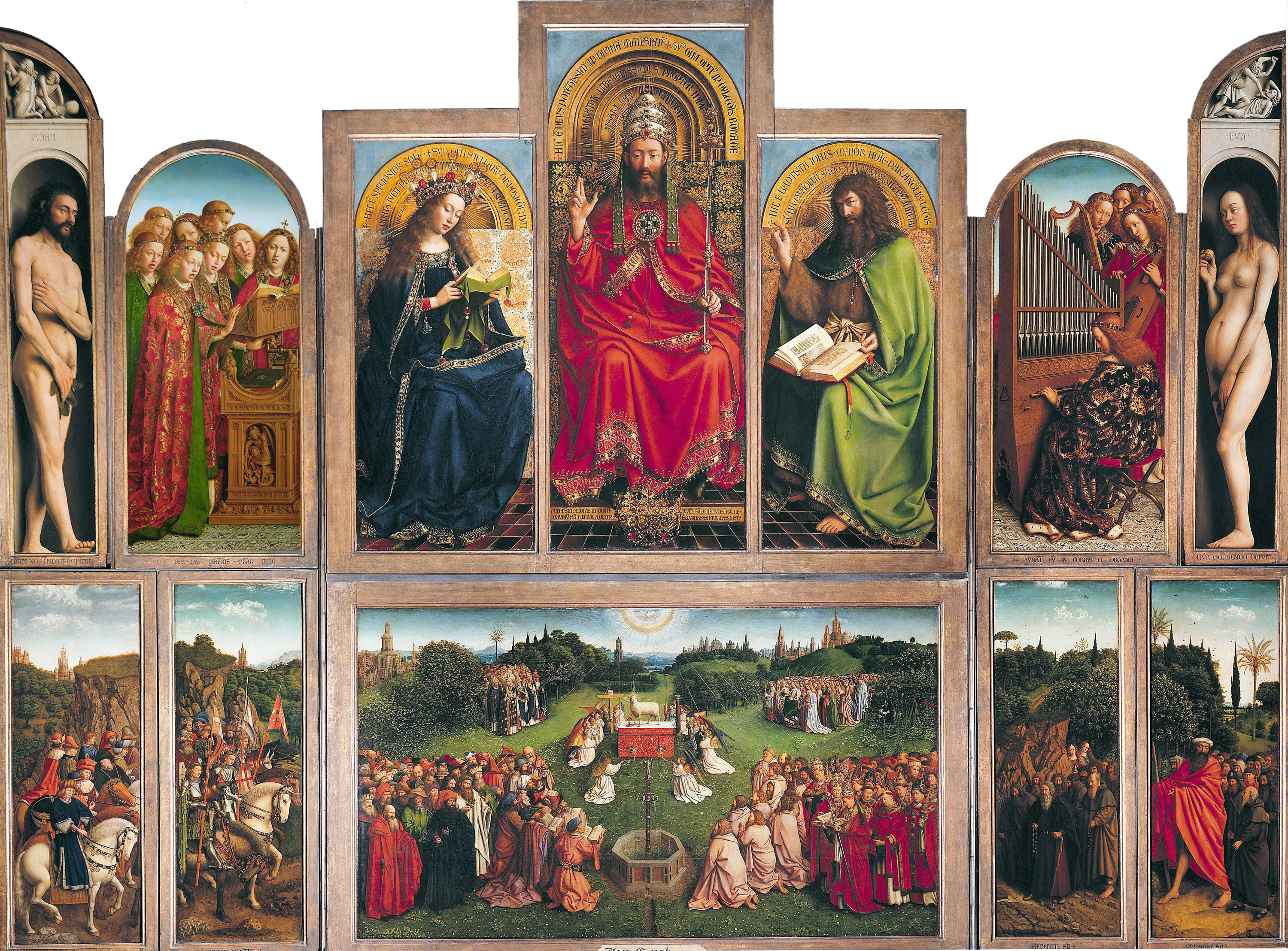
„Altarul din Gent”
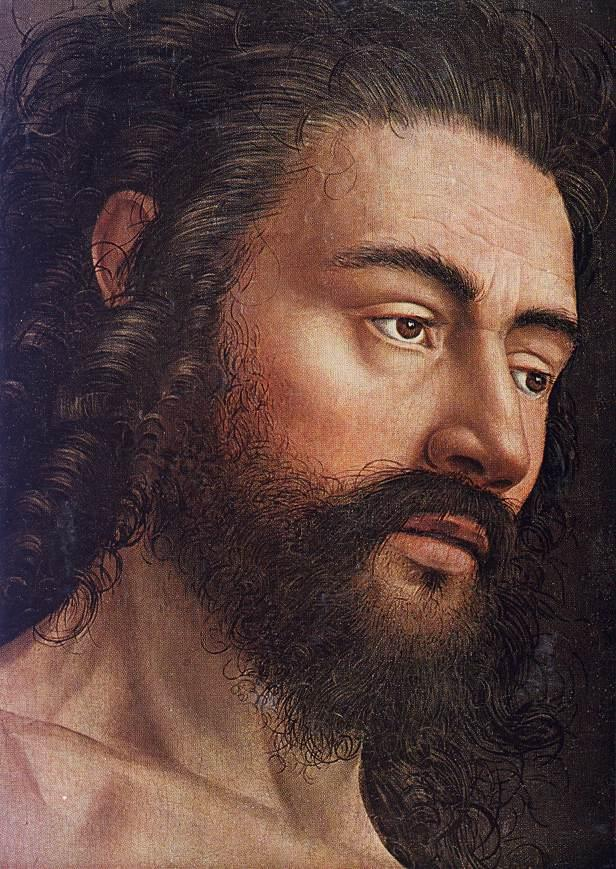
„Adam (detaliu)”
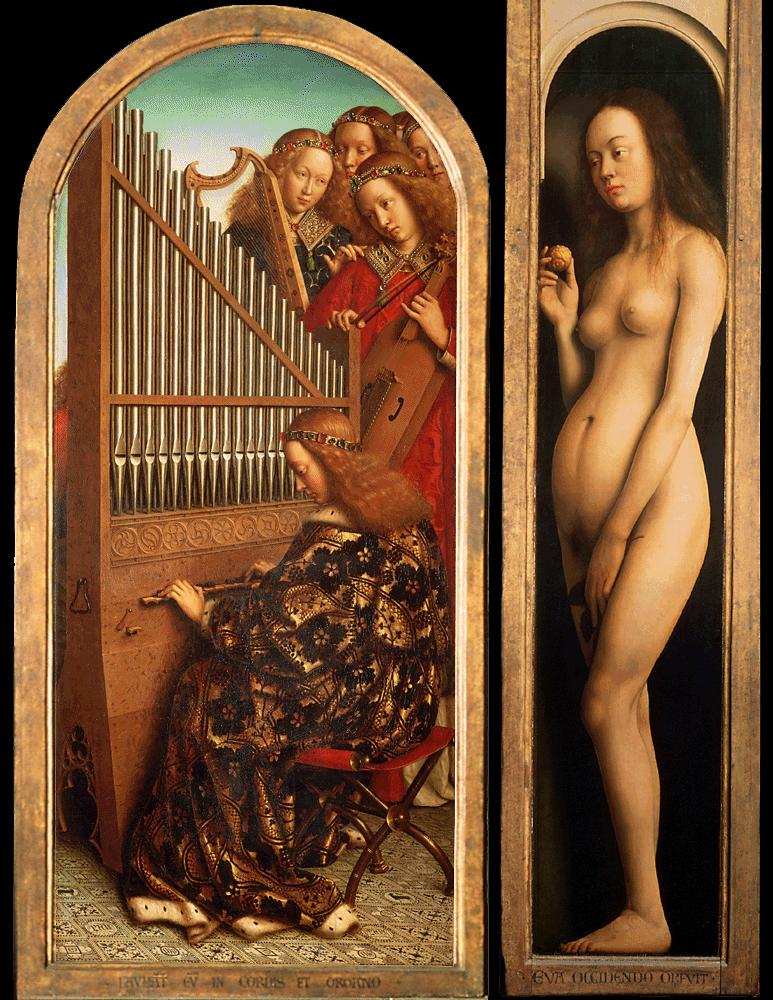
„Eva (detaliu)”

Cam în aceeași perioadă, în 1433, van Eyck se căsătorește cu Margarethe, cu zece ani mai tânără decât el, părăsește curtea și se stabilește la Brugge. Au doi copii, un băiat și o fată, Lyevine, care devine călugăriță la mănăstirea Sf. Agneta din Maaseyck. Pictorul lucrează mai departe pentru Filip cel Bun și, probabil în 1436, pleacă într-o "misiune confidențială" la Praga.
În această perioadă, însă, se dedică mai mult artei. De la jumătatea anilor treizeci, când pictează foarte mult, datează unele dintre cele mai importante opere ale sale, printre care "Portretul soților Arnolfini" (1434) și "Madona cancelarului Rolin" (1435]).

### Soții Arnolfini

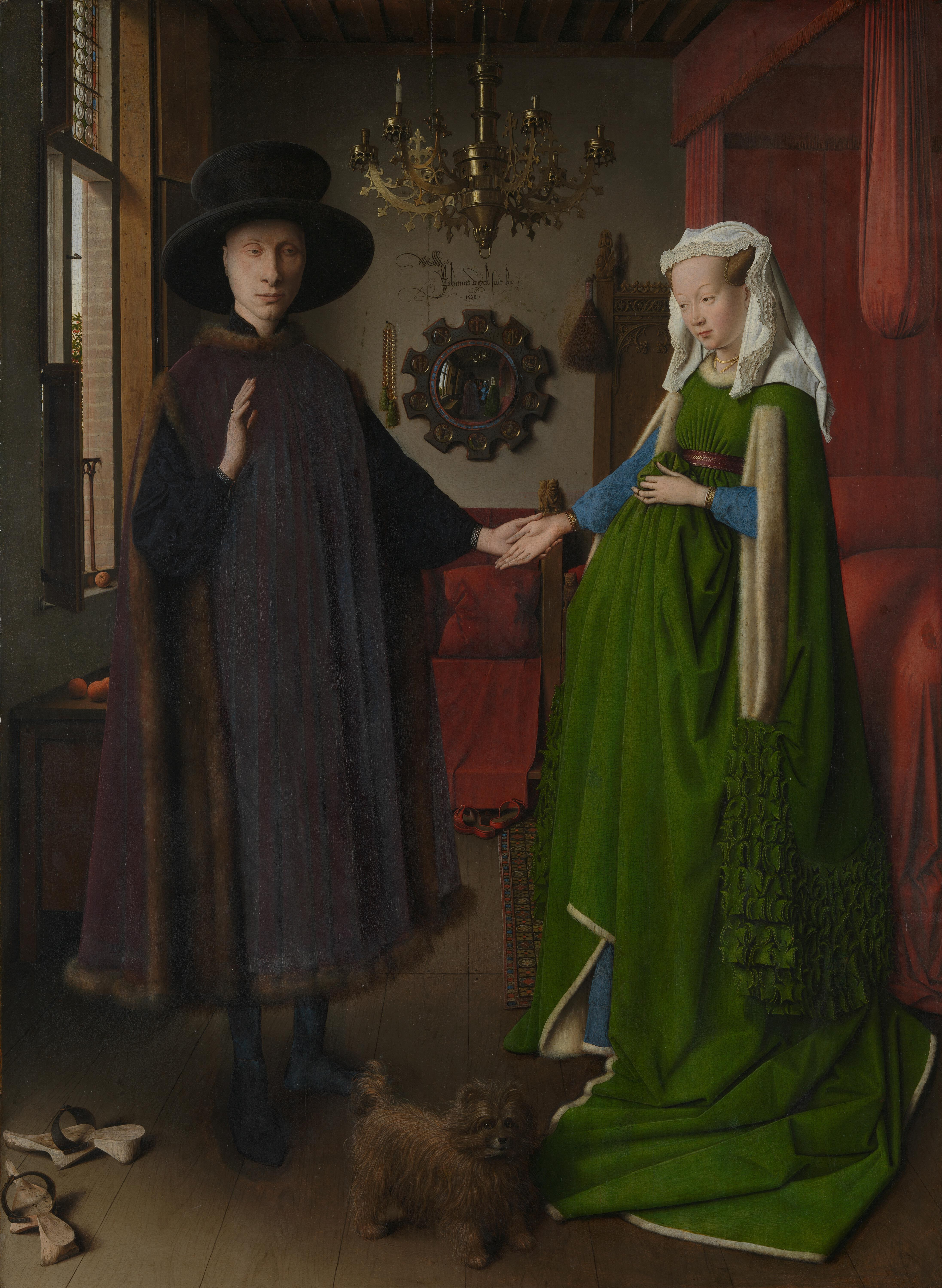
Soţii Arnolfini

"Soții Arnolfini" este, poate, cel mai cunoscut tablou al lui van Eyck. El înfățișează pe negustorul din Lucca, Giovanni Arnolfini, cu prilejul căsătoriei sale cu Giovanna Cenami. Tabloul constituie o excelentă ilustrare a ceea ce Panofsky a numit "simbolismul ascuns" al lui van Eyck. Într-adevăr, artistul flamand pictează cu atâta naturalețe personajele și obiectele legate de sfera sacrului, încât ele nu prezintă nicio deosebire față de oamenii și obiectele obișnuite.
Din punct de vedere pictural, trebuie evidențiat efectul deosebit produs de imaginea din oglindă și care, așa cum arată André Chastel, stârnește "senzația de miracol" și, totodată, "sparge rânduiala lucrurilor prin zugrăvirea figurilor miniaturale".

### Madona cancelarului Rolin

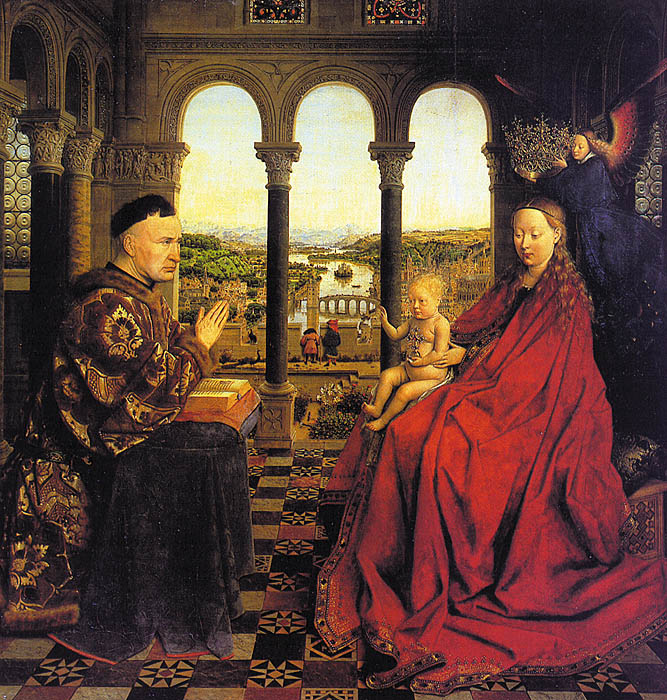
Madona cancelarului Rolin

"Madona cancelarului Rolin" îl înfățișează pe Nicolas Rolin, consilierul lui Filip cel Bun, cancelar al Burgundiei și Brabantului, îngenuchiat în fața copilului Iisus, pe care îl ține în brațe Madona așezată pe tron. Probabil, pictura a fost comandată de către fiul acestuia, pentru capela familiei. Unul dintre elementele cele mai originale ale tabloului este priveliștea orașului și peisajul care se desfășoară în fundal, printre două coloane splendide. Arta peisagisticii este aici însușită la perfecție, van Eyck zugrăvește realitățile orașului cu o minuțiozitate incredibilă: trecători pe străzi, figuri mici, vizibile totuși, pe pod, fragmente de clădiri etc. Lanțul muntos abia perceptibil în depărtare este în contrast cu cel de-al doilea plan al imaginii, unde într-o grădină luxuriantă, plină de flori, se plimbă păuni. Cu mâinile împreunate în semn de rugăciune, Nicolas Rolin stă îngenunchiat în fața Împărătesei Cerurilor primind binecuvântarea lui Hristos. Chipul cancelarului este cumpătat, serios și sobru; fruntea înaltă fiind dovada unei minți strălucitoare, voința puternică care-l animă fiind sugerată de o bărbie ascuțită. Prin alăturarea Madonei, chipul ei pare mai curând idealizat. Un înger ține o coroană bogată deasupra ei. Interiorul, pare a face parte din locuința cancelarului, unde, Fecioara Maria i se arată acestuia ca în fața unui om pios și respectabil. În planul secundar păunii sunt simbolul nemuririi, iar virtuțiile madonei sunt simbolizate prin grădina cu flori și trandafiri.
Magnificul peisaj al citadelei, aflat după colonadă, este asociat de către unii cercetători cu orașul belgian Liège. Prin intermediul unor geamuri, întregul peisaj este separat în trei fragmente distincte. În partea de lângă cancelar se văd câteva dealuri înverzite și șiruri de case. Lângă pruncul Isus și Fecioara Maria sunt reprezentate biserici. Două maluri sunt despărțite de către un râu, dar sunt unite de către un pod care simbolizează credința care îi apropie pe oameni de divinitate.
Ducele își exprimă recunoștința față de opera pictorului și, după moartea acestuia, survenită la Brugge, la 9 iulie 1441, i-a oferit văduvei artistului o importantă sumă de bani "în semn de recunoaștere a meritelor soțului și ca o expresie a compasiunii pentru pierderea pe care ea și copiii au suferit".
Portretul soției sale Margarethe datează din 1439. Conform unei inscripții descoperite pe rama tabloului, soția artistului avea, pe vremea realizării portretului, circa 35 de ani.
Naturalismul lui van Eyck și atenția acordată celor mai mici detalii se reflectă, aparent paradoxal, și în picturile pe teme religioase. Figurilor lui, le este caracteristică liniștea desăvârșită dată de lipsa conflictelor interne. În tabloul "Madona canonicului van der Paele" (1436) van Eyck dă dovadă de o excepțională capacitate compozițională, obținută prin simetria consecventă pe care o păstrează în relația dintre personajele tabloului precum și în raportul dintre figuri și arhitectura din imagine. Tabloul se distinge printr-o uimitoare staticitate, toate mișcările par încremenite.

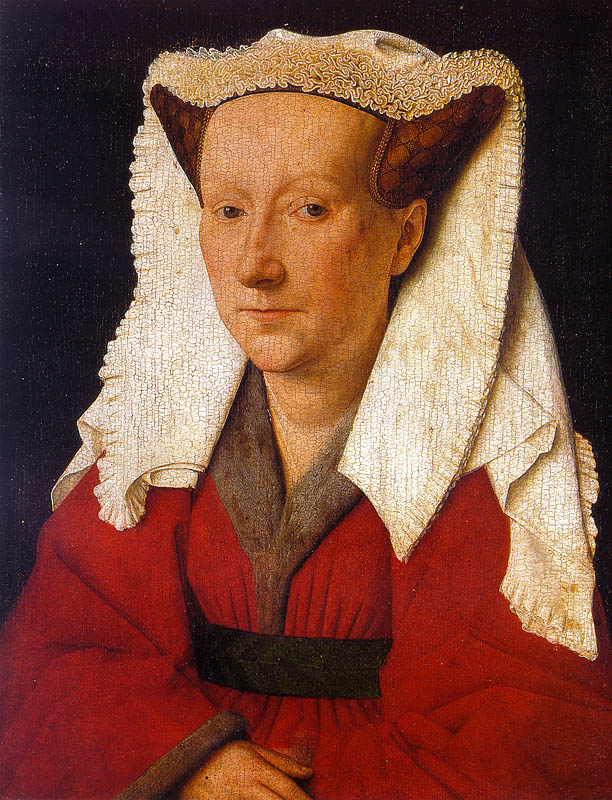
Portretul Margarethei (1439)
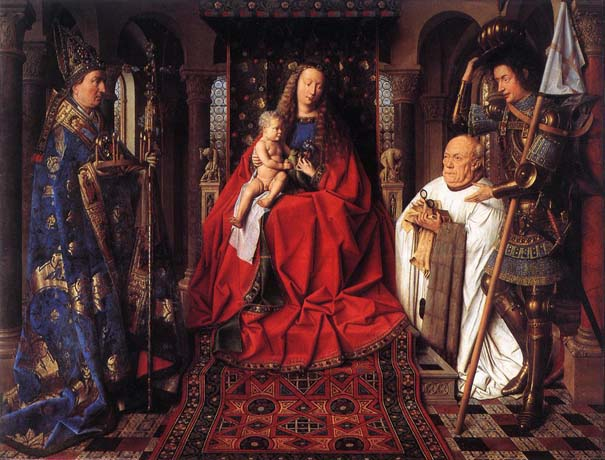
Madona canonicului van der Paele (1436)
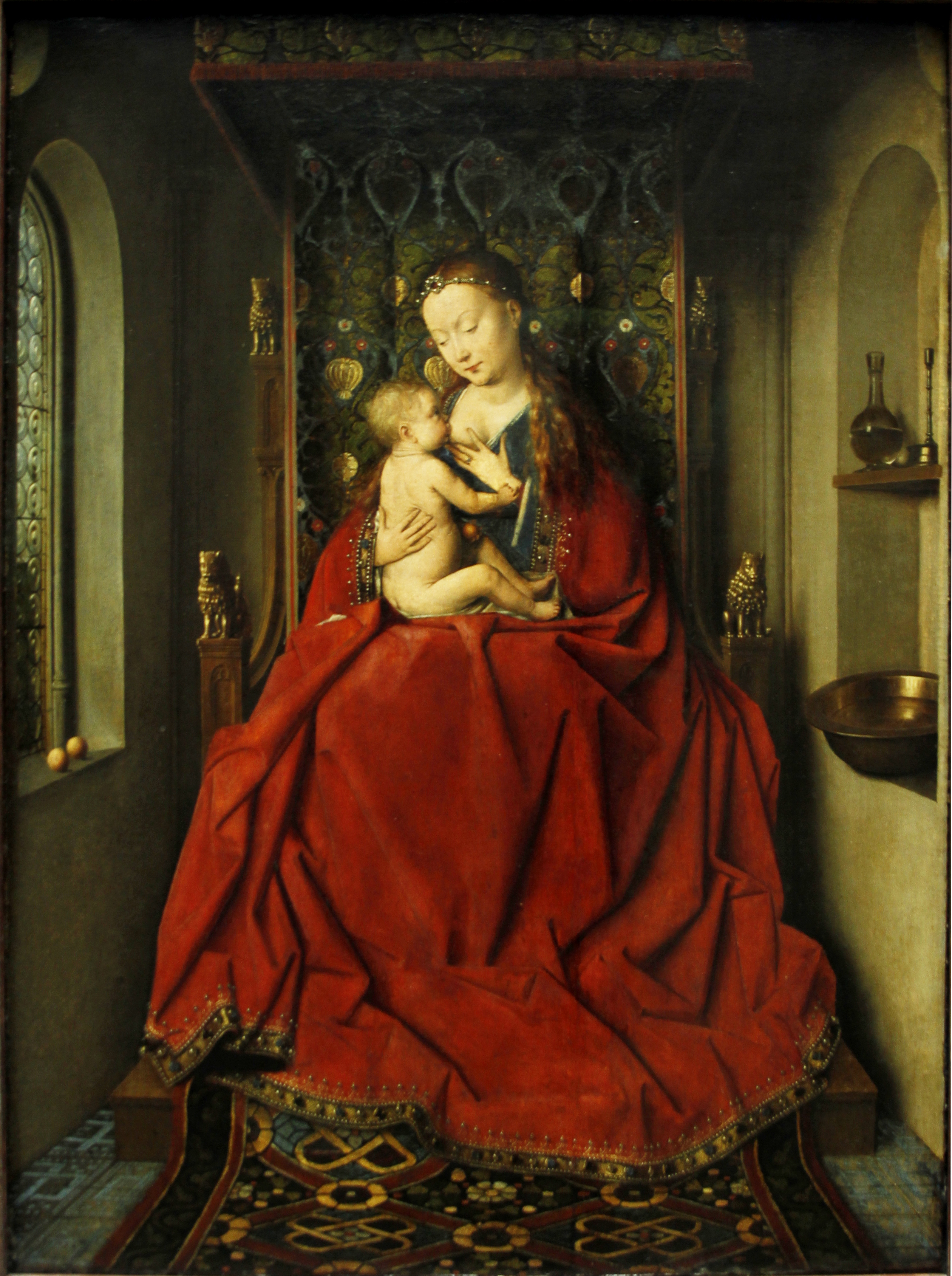
Madonna Lucca (1436)
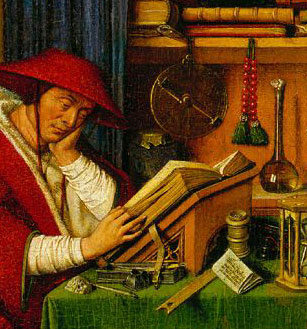
Sfântul Ieronim în atelier, (1441-1442)

Van Eyck a pictat numeroase Madone cu pruncul Isus, dintre acestea una dintre cele mai frumoase este "Madonna Lucca". Tabloul - în prezent în Muzeul Städel din Frankfurt - făcuse parte din colecția lui Carlo Luigi, duce de Lucca, de unde și denumirea sa. Spre deosebire de compoziții anterioare, în acest tablou atmosfera este mult mai pronunțat religioasă.
Tabloul "Sfântul Ieronim în atelier", descoperit relativ recent în 1925, datat 1442, deci după moartea artistului, a creat probleme privind stabilirea paternității tabloului. După toate probabilitățile, van Eyck a început tabloul în 1441, fiind apoi terminat de unul din discipolii lui, probabil Petrus Christus. Demnă de atenție este partea de sus a tabloului, mai ales raftul cu cărțile în dezordine, unde se poate descoperi finețea liniaturii lui van Eyck.

## Van Eyck și pictura în ulei
Van Eyck nu este de fapt primul care utilizează tehnica picturii în ulei, în acea vreme încă necunoscută în Italia, dar este cel care o duce la perfecțiune; nici un artist al epocii nu-l poate întrece în acest domeniu. Culorile devin transparente și, deoarece uleiul se usucă încet, artistul își poate permite să finiseze mai minuțios detaliile. Compozițiile lui van Eyck sunt saturate de o lumină fină, și acest mod de a picta îl preia de la el artistul italian Piero della Francesca.
Opera lui Jan van Eyck va influența pictura din întreaga Europă, în special din Italia și Flandra. Entuziasmul italienilor este stârnit nu numai de tehnica artistului, ci și de realismul său deosebit; nu scapă atenției nici evlavia aparte ce poate fi sesizată în tablourile sale, o evlavie mai reținută decât religiozitatea idealizată a picturii italiene.